# Rostest
Rostest är den största organisationen för certifiering i Ryssland. Det främsta syftet med Rostest är att säkerställa och upprätthålla enhetligheten av mätningar inom industri, sjukvård, kommunikation, handel, försvar. 

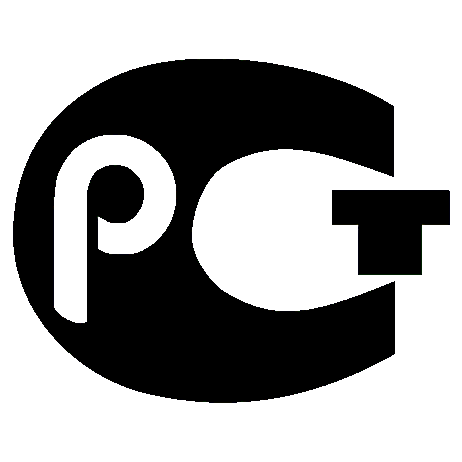
Rostests logotyp

Andra verksamheter som  arbetar med Rostest i Ryssland är: Rostechregulirovanie (Den federala myndigheten för teknisk reglering och metrologi), EMERCOM of Russia, Rospotrebnadzor (Den federala tjänsten för övervakning av konsumenternas rättigheter och för människors välfärd), VNIIS (Allryska vetenskapliga Institutet för certifisering). 
Rostest arbetar direkt med tillverkarna och förbereder certifikaten på olika certifieringssystem. Ett av certifikaten gäller för serietillverkning av produkter. 

## Certifiering i Ryssland
För att importera varor till Ryssland och sälja dem där måste produkterna certifieras. Certifieringen innebär registrering av intyg om överensstämmelse, försäkran om överensstämmelse och avslagsbrev.

## Historia
Moskvas Kontrollkammare, som inrättades 1900 av Mendeleev, var föregångaren till Moskvas Centrum för standardisering och metrologi, som nu heter Rostest. År 1973 byggdes ett testcentrum som den gången var det största i Sovjetunionen och Europa. Det blev en separat organisation från Laboratorium av All-Union vetenskaplig forskning Institutet för Metrologisk Service (VNIIMS).
- 1973, 10 september - Moskvas centrum för standardisering och metrologi. (MTSSM), grundas.
- 1992 - Moskvas Centrum av standardisering och metrologi byter namn till Den ryska centret för provning och certifiering eller Rostest-Moskva.
- 1992 - öppnades ett testcenter för livsmedel och livsmedelsingredienser och råvaror.
- 1994 - Ryskt Centrum för provning och certifiering blev deklarerad som en territoriell (Moskvas) del av Rysslands Statlighetsstandard.
- 1995 - bildades ett testlaboratorium för elektromagnetisk kompatibilitet (EMC).
- 2001 - upprättades Moskvas Institut för undersökning och provning, med företaget "Rostest" som grundare.
- 2002 – ges det första numret av tidningen "Moskvas test" ut.
- 2006 – bildades ett testlaboratorium för att fastställa om produkter är genetiskt modifierade (GMO).
- 2007 - början av verk om certifiering av ledningssystem för överensstämmelse med internationell standard ISO 22000;
- 2008 - Federal Rostest-Moskva firar sitt 35-årsjubileum.
- September 16, 2011 – byttes namnet till FBU "Rostest-Moskva" (Statligt finansierad organisation "Rostest-Moskva")

## Rostests verksamheter

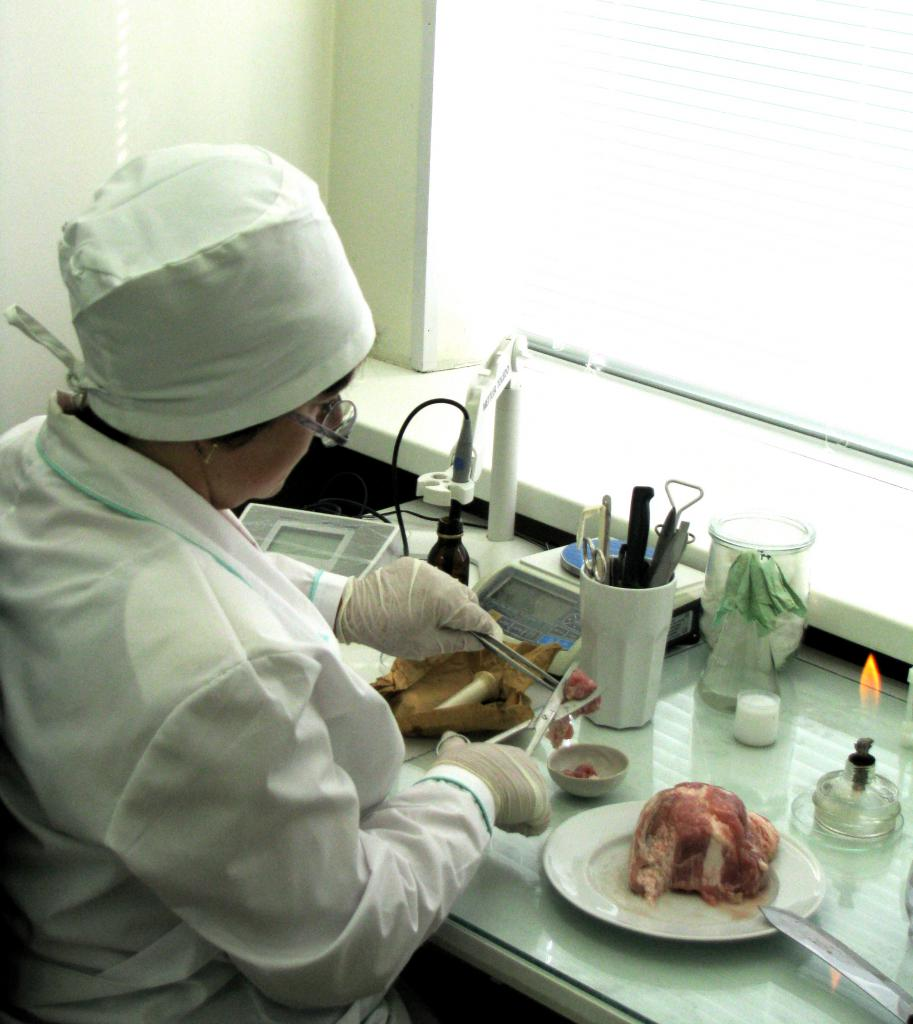
Rostests laboratorium

De viktigaste inriktningarna i Rostests mätningar är: kalibrering, verifiering, typgodkännande av mätinstrument, validering av metoder för mätning och certifiering av utrustning för testning, säkerställande och upprätthållande av enhetliga mätningar i många verksamhetsområden (industri, kommunikationer, sjukvård, försvar, handel och med hänsyn till olika resurser - el, vatten, gas).
Rostest betjänar över 25 000 företag. Årligen testas cirka 2,5 miljoner mätinstrument.
Rostest har också ett av Europas största testcenter, där vitvaror och konsumtionsvaror testas beträffande prestanda och kvalitet för att avgöra om de fyller kraven i ryska och internationella standarder.